# Spoorlijn aansluiting Ford - Ford Werke
De spoorlijn aansluiting Ford - Ford Werke is een Duitse spoorlijn in Saarland en is als spoorlijn 3210 onder beheer van DB Netze. 

## Geschiedenis
Het traject werd door de Deutsche Bahn geopend in 1970 als aansluiting voor de Ford fabriek.  

## Treindiensten
De lijn is alleen in gebruik voor goederenvervoer.

## Aansluitingen
In de volgende plaatsen is of was er een aansluiting op de volgende spoorlijnen:
aansluiting Ford W221
DB 3211, spoorlijn tussen Dillingen en Primsweiler
aansluiting Ford W223
DB 3216, spoorlijn tussen de aansluiting Ford en Röderberg

## Elektrificatie
Het traject werd in 1973 geëlektrificeerd met een wisselspanning van 15.000 volt 16 2/3 Hz.